# Бешгёз
Бешгёз (гаг. Beşgöz, рум. Beşghioz, ранее писалось Беш-Гиоз) — село в Республике Молдова, в составе АТО Гагаузия.

## География
Рядом с западной окраиной села, по направлению с северо-востока на юго-запад протекает река Лунга (левый приток реки Ялпуг).

## Население
Население Бешгёза по итогам переписи 2004 года составляет 3391 человек.
Этнический состав населения следующий:
- Гагаузы — 3153 (95.6 %)
- Русские — 76 (2.2 %)
- Болгары — 66 (1.95 %)
- Молдаване — 46
- Украинцы — 35
- Цыгане — 1
- Прочие — 14

## Известные уроженцы
- Ефтени, Виктор Михайлович — украинский борец вольного стиля, чемпион Европы по вольной борьбе (1996).[6]
- Формузал, Михаил Макарович — молдавский государственный и политический деятель. Башкан (глава) АТО Гагаузия в Республике Молдова и член Правительства Республики Молдова по должности с 17 декабря 2006 по 14 апреля 2015 года.